# Джейкобс, Барбара
Барбара Джейкобс (Хакобс, исп. и англ. Bárbara Jacobs; 19 октября 1947, Мехико) — мексиканская писательница.

## Биография
Из семьи ливанских эмигрантов. Окончила факультет психологии Национального автономного университета. Публикуется с 1970. 
32 года была в браке с гватемальским писателем Аугусто Монтерросо, до его смерти в 2003 году. Архив писателя Барбара Джейкобс пожертвовала испанскому университету Овьедо. Позже писательница выходит замуж за художника и скульптора Висенте Рохо. 

## Творчество
Автор романов, новелл, эссе. Роман Палая листва (1987) завоевал премию Хавьера Вильяуррутии, переведен на английский, итальянский, португальский языки и по постановлению министерства образования Мексики был опубликован тиражом в 30 тысяч экземпляров для рассылки в школьные библиотеки страны.

## Произведения
- Un justo acuerdo (1979, новеллы)
- Двенадцать рассказов наперекор/ Doce cuentos en contra (1982)
- Escrito en el tiempo (1985, эссе)
- Палая листва/ Las hojas muertas (1987)
- Антология грустного рассказа/ Antología del cuento triste (1992, составительница, вместе с Аугусто Монтерросо)
- Las siete fugas de Saab, alias «el Rizos» (1992, роман)
- Vida con mi amigo (1994, эссе об Аугусто Монтерросо)
- Augusto Monterroso: Una biografía en sesenta fotos (1996)
- Честная игра/ Juego limpio (1997, эссе)
- Adiós humanidad (2000, роман)
- Carol dice y otros textos (2000, избранные новеллы)
- Florencia y Ruiseñor (2006, роман)
- Vidas en vilo (2007, новеллы)
- Nin reír (2009)
- Lunas (2010)

- Leer, escribir (2011), с иллюстрациями Винсента Рохо, мужа писательницы[2]
- Antología del caos al orden (2013)
- Hacia el valle del sueño (2014)
- La dueña del hotel Poe (2014)
- La buena compañía (2017)
- La época horizontal de Bárbara (2018)
- Rumbo al exilio final (2019)